# Lionel Stander
Lionel Jay Stander (New York, 11 gennaio 1908 – Los Angeles, 30 novembre 1994) è stato un attore statunitense.

## Biografia
Stander nacque nel Bronx, borough di New York, l'11 gennaio 1908, figlio di immigrati russi di origine ebraica. Iniziò l'attività di attore nel 1928, in teatro. Negli anni trenta diventò popolarissimo in radio anche grazie al suo timbro di voce molto particolare e dal 1935 prese parte a numerose produzioni cinematografiche. Tra i fondatori dello Screen Actors Guild, il sindacato degli attori statunitensi, non nascose le sue idee laburiste e sposò cause sociali di ogni tipo.
Questo suo impegno politico lo fece presto, e molto facilmente, bollare come "possibile comunista", portandolo nel 1940 a finire nel mirino dalla Commissione per le attività antiamericane. La commissione di indagine sulle attività comuniste raccolse una testimonianza secondo la quale Stander sarebbe appartenuto al Partito Comunista degli Stati Uniti d'America. Queste rivelazioni, che lo accomunarono ad altri grandi di Hollywood come Humphrey Bogart e James Cagney, bloccarono la carriera di Stander tra il 1939 e il 1941, anno in cui la portata degli eventi bellici distrasse l'attenzione da queste vicende, permettendo all'attore un rientro nel cinema, anche se in parti secondarie.
La commissione di indagini sulle attività comuniste tornò attiva nel 1947 quando Stander, nuovamente accusato, finì definitivamente nella "lista nera" di Hollywood. La censura riguardò solo il cinema, per cui Stander poté continuare con successo l'attività in radio, in televisione e in teatro. Nel 1951 l'attore intraprese un ennesimo braccio di ferro con le autorità e dopo un'attesissima deposizione presso la suddetta commissione, arrivata solo nel 1953, la sua situazione già precaria peggiorò inesorabilmente, facendo naufragare la sua carriera. A causa del clima maccartista che si respirava nel mondo dello spettacolo statunitense, per dieci anni Stander dovette rinunciare anche al teatro e, dopo essersi arrangiato con vari mestieri, essendogli in pratica impedito di recitare, nel 1963 decise di trasferirsi in Europa, dapprima in Gran Bretagna, a Londra, ed in seguito stabilmente in Italia, a Roma, dove ebbe così modo di intraprendere una seconda carriera.
Nel Vecchio Continente fu protagonista di molti film. Prese parte ai film  C'era una volta il West  (1968) di Sergio Leone e  Per grazia ricevuta (1971), primo lungometraggio da regista di Nino Manfredi. Rimarchevole il suo ruolo di gangster statunitense nel film Milano calibro 9 (1972), in cui impersonò un genere di criminale-uomo d'affari allora sconosciuto alle cronache. Nel 1972 interpretò il ruolo di Peppone in Don Camillo e i giovani d'oggi, sostituendo Gino Cervi. Definitivamente sciolta nel 1975 la "House Un-American Activities Committee", Stander tornò a lavorare negli Stati Uniti nel 1977 grazie a Martin Scorsese, che lo volle nel cast di New York, New York. La ritrovata popolarità presso il pubblico americano però si deve ad una serie televisiva, Cuore e batticuore (1979-1984), e al ruolo di Max, il leale e simpatico maggiordomo, cuoco ed autista a servizio di Jonathan e Jennifer Hart, la coppia di detective dilettanti interpretati da Robert Wagner e Stefanie Powers.
Nel 1986 si dedicò alla recitazione nel mondo dei cartoni animati: ottiene il ruolo dell'anziano Autobot Kup in Transformers - The Movie, di Nelson Shin. Il cast vocale era costituito, oltre dagli attori dei vecchi personaggi, anche da numerose star (Leonard Nimoy, Robert Stack, Judge Reinhold e Orson Welles) in nuovi ruoli. Tra i suoi ultimi ruoli sul grande schermo, spicca quello del magnate italo-americano Frank Santamaria in Bellifreschi (1987), pellicola in cui recita accanto a Christian De Sica e Lino Banfi. La sua ultima apparizione fu nel film per la televisione Cuore e batticuore - I segreti del cuore (1995). Definitivamente riabilitato in patria, Stander tornò stabilmente negli Stati Uniti con la sua sesta e ultima moglie Stephanie Van Hennick, e morì nel 1994 a seguito di un cancro ai polmoni.

## Filmografia

### Cinema

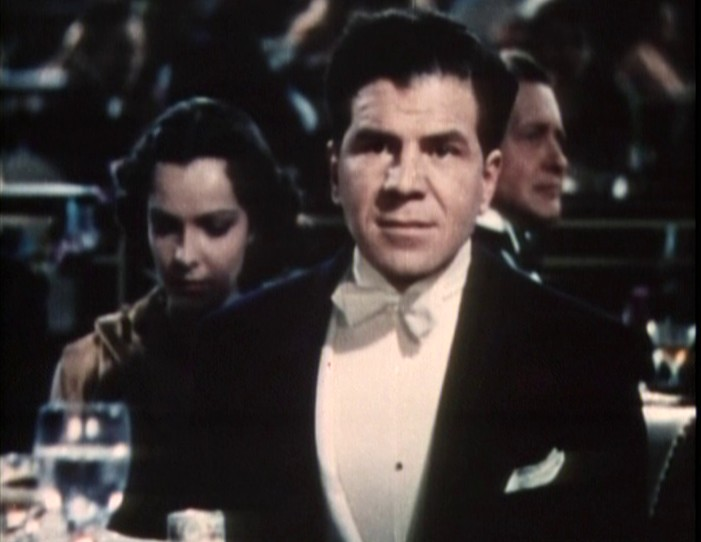
Lionel Stander nel film È nata una stella

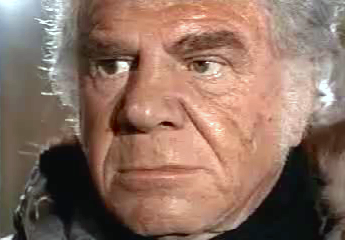
Lionel Stander in Stanza 17-17 palazzo delle tasse, ufficio imposte

Lionel Stander nel film Nonostante le apparenze... e purché la nazione non lo sappia... All'onorevole piacciono le donne

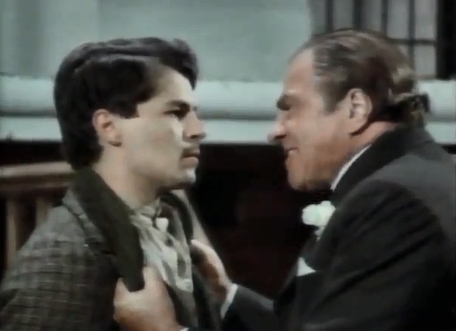
Lionel Stander con Michele Placido nel film La mano nera

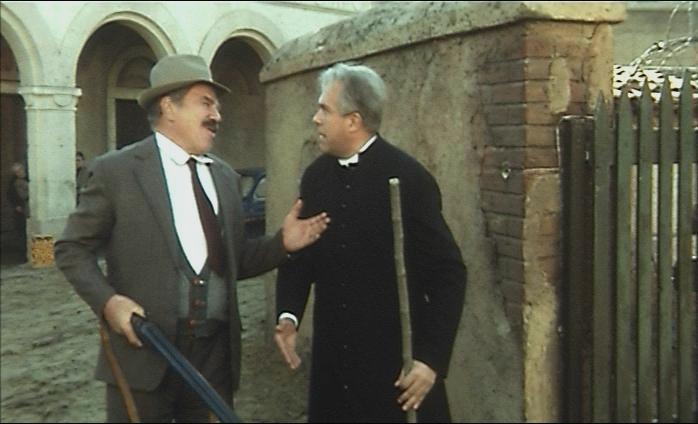
Lionel Stander con Gastone Moschin nel film Don Camillo e i giovani d'oggi

- In the Dough, regia di Ray McCarey (1932)
- Salt Water Daffy, regia di Ray McCarey (1933)
- How'd Ya Like That?, regia di Ray McCarey (1934)
- Mushrooms, regia di Ralph Staub (1934)
- Pugs and Kisses, regia di Ray McCarey (1934)
- I Scream, regia di Ray McCarey (1934)
- Smoked Hams, regia di Lloyd French (1934)
- The Old Grey Mayor, regia di Lloyd French (1935)
- The Scoundrel, regia di Ben Hecht e Charles MacArthur (1935)
- Hooray for Love, regia di Walter Lang (1935)
- We're in the Money, regia di Ray Enright (1935)
- Page Miss Glory, regia di Mervyn LeRoy (1935)
- L'allegro inganno (The Gay Deception), regia di William Wyler (1935)
- Io vivo la mia vita (I Live My Life), regia di W. S. Van Dyke (1935)
- Sarò tua (If You Could Only Cook), regia di William A. Seiter (1935)
- Ho amato un soldato (I Loved a Soldier), regia di Henry Hathaway (1936)
- Soak the Rich, regia di Ben Hecht e Charles MacArthur (1936)
- La via lattea (The Milky Way), regia di Leo McCarey (1936)
- Paradisi artificiali (The Music Goes 'Round), regia di Victor Schertzinger (1936)
- È arrivata la felicità (Mr. Deeds Goes to Town), regia di Frank Capra (1936)
- Meet Nero Wolfe, regia di Herbert J. Biberman (1936)
- They Met in a Taxi, regia di Alfred E. Green (1936)
- Cercasi segretaria (More Than a Secretary), regia di Alfred E. Green (1936)
- È nata una stella (A Star Is Born), regia di William A. Wellman (1937)
- The League of Frightened Men, regia di Alfred E. Green (1937)
- L'ultimo gangster (The Last Gangster), regia di Edward Ludwig (1937)
- No Time to Marry, regia di Harry Lachman (1938)
- Il prode faraone (Professor Beware), regia di Elliott Nugent (1938)
- The Crowd Roars, regia di Richard Thorpe (1938)
- Follie sul ghiaccio (The Ice Follies of 1939), regia di Reinhold Schünzel (1939)
- What a Life, regia di Theodore Reed (1939)
- Hit Parade of 1941, regia di John H. Auer (1940)
- The Bride Wore Crutches, regia di Shepard Traube (1941)
- Anche i boia muoiono (Hangmen Also Die!), regia di Fritz Lang (1943)
- Tahiti Honey, regia di John H. Auer (1943)
- Guadalcanal (Guadalcanal Diary), regia di Lewis Seiler (1943)
- The Big Show-Off, regia di Howard Bretherton (1945)
- Watchtower Over Tomorrow, regia di John Cromwell, Harold F. Kress (1945)
- Preferisco la vacca (The Kid from Brooklyn), regia di Norman Z. McLeod (1946)
- In Old Sacramento, regia di Joseph Kane (1946)
- Ha vinto Bob! (A Boy, a Girl and a Dog), regia di Herbert Kline (1946)
- Specter of the Rose, regia di Ben Hecht (1946)
- Gentleman Joe Palooka, regia di Cy Endfield (1946)
- Meglio un mercoledì da leone (The Sin of Harold Diddlebock), regia di Preston Sturges (1947)
- Chiamate Nord 777 (Call Northside 777), regia di Henry Hathaway (1948)
- Texas, Brooklyn and Heaven, regia di William Castle (1948)
- Infedelmente tua (Unfaithfully Yours), regia di Preston Sturges (1948)
- Trouble Makers, regia di Reginald Le Borg (1948)
- Two Gals and a Guy, regia di Alfred E. Green (1951)
- St. Benny the Dip, regia di Edgar G. Ulmer (1951)
- The Moving Finger, regia di Larry Moyer (1963)
- Il caro estinto (The Loved One), regia di Tony Richardson (1965)
- Spogliarello per una vedova (Promise Her Anything), regia di Arthur Hiller (1965)
- Cul-de-sac, regia di Roman Polański (1966)
- Sette volte sette, regia di Michele Lupo (1968)
- Sull'orlo della paura (A Dandy in Aspic), regia di Anthony Mann (1968)
- Al di là della legge, regia di Giorgio Stegani (1968)
- Gates to Paradise, regia di Andrzej Wajda (1968)
- C'era una volta il West, regia di Sergio Leone (1968)
- Infanzia, vocazione e prime esperienze di Giacomo Casanova, veneziano, regia di Luigi Comencini (1969)
- H2S, regia di Roberto Faenza (1969)
- Zenabel, regia di Ruggero Deodato (1969)
- La collina degli stivali, regia di Giuseppe Colizzi (1969)
- Dove vai senza mutandine? (Mir hat es immer Spaß gemacht), regia di Will Tremper (1970)
- Per grazia ricevuta, regia di Nino Manfredi (1971)
- Stanza 17-17 palazzo delle tasse, ufficio imposte, regia di Michele Lupo (1971)
- La gang che non sapeva sparare (The Gang That Couldn't Shoot Straight), regia di James Goldstone (1971)
- Siamo tutti in libertà provvisoria, regia di Manlio Scarpelli (1971)
- Le avventure di Pinocchio, regia di Luigi Comencini (1972)
- Tutti fratelli nel west... per parte di padre, regia di Sergio Grieco (1972)
- Crescete e moltiplicatevi, regia di Giulio Petroni (1972)
- Tedeum, regia di Enzo G. Castellari (1972)
- Milano calibro 9, regia di Fernando Di Leo (1972)
- Nonostante le apparenze... e purché la nazione non lo sappia... All'onorevole piacciono le donne, regia di Lucio Fulci (1972)
- Don Camillo e i giovani d'oggi, regia di Mario Camerini (1972)
- L'isola del tesoro (Treasure Island), regia di John Hough (1972)
- Colpiscono senza pietà (Pulp), regia di Mike Hodges (1972)
- Piazza pulita, regia di Luigi Vanzi (1973)
- Paolo il caldo, regia di Marco Vicario (1973)
- Mordi e fuggi, regia di Dino Risi (1973)
- Partirono preti, tornarono... curati, regia di Bianco Manini (1973)
- La mano nera, regia di Antonio Racioppi (1973)
- Il tuo piacere è il mio, regia di Claudio Racca (1973)
- Innocenza e turbamento, regia di Massimo Dallamano (1974)
- Là dove non batte il sole, regia di Antonio Margheriti (1974)
- Di mamma non ce n'è una sola, regia di Alfredo Giannetti (1974)
- La via dei babbuini, regia di Luigi Magni (1974)
- La novizia, regia di Pier Giorgio Ferretti (1975)
- L'uccello tutto nero (The Black Bird), regia di David Giler (1975)
- Controrapina (The Rip Off), regia di Antonio Margheriti (1975)
- Giubbe rosse, regia di Joe D'Amato (1975)
- San Pasquale Baylonne protettore delle donne, regia di Luigi Filippo D'Amico (1976)
- Cassandra Crossing (The Cassandra Crossing), regia di George Pan Cosmatos (1976)
- Ah sì?... E io lo dico a Zzzorro!, regia di Franco Lo Cascio (1976)
- New York, New York, regia di Martin Scorsese (1977)
- Uppercut (Matilda), regia di Daniel Mann (1978)
- Cyclone, regia di René Cardona Jr. (1978)
- 1941 - Allarme a Hollywood (1941), regia di Steven Spielberg (1979)
- Bellifreschi, regia di Enrico Oldoini (1987)
- Strega per un giorno (Wicked Stepmother), regia di Larry Cohen (1989)
- Cookie, regia di Susan Seidelman (1989)
- Joey Takes a Cab, regia di Albert Band (1991)
- The Last Good Time, regia di Bob Balaban (1994)

### Televisione
- The Billy Rose Show – serie TV, 1 episodio (1950-1951)
- I segreti della metropoli (Big Town) – serie TV, 1 episodio (1950-1956)
- The Wednesday Play – serie TV, 1 episodio (1964-1970)
- Operazione ladro (It Takes a Thief) – serie TV, 1 episodio (1968-1970)
- Le avventure di Pinocchio, regia di Luigi Comencini – miniserie TV (1972)
- Cuore e batticuore (Hart to Hart) – serie TV, 111 episodi (1981-1985)
- CBS Summer Playhouse – serie TV, 1 episodio (1987-1989)
- The Boys – serie TV, 4 episodi (1988-1989)
- Moonlighting – serie TV, 1 episodio (1989-1992)
- Dream On – serie TV, 1 episodio (1990-1996)

## Riconoscimenti
- Golden Globe
  - 1983 – Miglior attore non protagonista in una serie per Cuore e batticuore

## Doppiatori italiani
Nelle versioni in italiano delle opere in cui ha recitato, Lionel Stander è stato doppiato da:
- Corrado Gaipa in Per grazia ricevuta, Nonostante le apparenze... e purché la nazione non lo sappia... all'onorevole piacciono le donne, Don Camillo e i giovani d'oggi, Paolo il caldo, Innocenza e turbamento, Di mamma non ce n'è una sola, 1941 - Allarme a Hollywood, Cuore e batticuore (ep. 1-66)
- Antonio Guidi in Siamo tutti in libertà provvisoria, Milano calibro 9, Le avventure di Pinocchio, Mordi e fuggi, New York, New York
- Luigi Pavese in Infedelmente tua, Spogliarello per una vedova, Sette volte sette, H2S
- Sergio Fiorentini in Piazza pulita, La via dei babbuini, Cassandra Crossing, Bellifreschi
- Gianrico Tedeschi in Stanza 17-17 palazzo delle tasse, ufficio imposte, Crescete e moltiplicatevi, Tedeum
- Roberto Bertea ne La collina degli stivali, Ah si?... E io lo dico a Zzzorro!
- Ennio Balbo in Cuore e batticuore (ep. 89-110), Moonlighting
- Gaetano Verna in È arrivata la felicità
- Stefano Sibaldi ne L'ultimo gangster (riedizione 1953)[1]
- Vinicio Sofia ne Il caro estinto
- Vittorio Sanipoli in Cul-de-sac
- Leonardo Severini in Al di là della legge
- Cesare Polacco in C'era una volta il West
- Giorgio Gusso in Infanzia, vocazione e prime esperienze di Giacomo Casanova, veneziano
- Gino Donato ne La novizia
- Vittorio Di Prima in Cuore e batticuore (ep. 67-88)
- Massimo Corvo in È nata una stella (ridoppiaggio)[2]